# Szkło pustynne

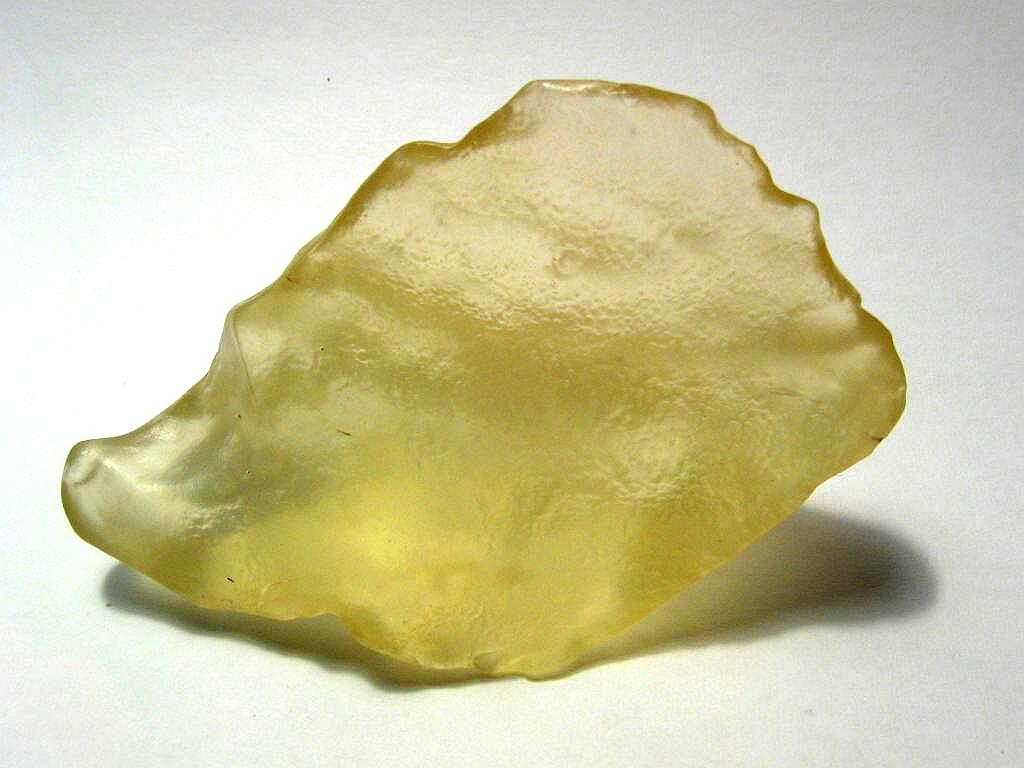
Szkło pustynne z Libii.

Szkło pustynne, szkliwo libijskie, szkliwo pustyni libijskiej, ang. Libyan Desert Glass (LDG) lub Szkło Edeowie – w 1932 r. zostało znalezione na obszarze Pustyni Libijskiej o promieniu prawie 100 km oraz w południowej Australii zielonożółte fragmenty zeszklonej krzemionki.

## Właściwości
- szkliwo krzemionkowe – odmiana lechatelierytu
- czasami tworzy znacznych rozmiarów (ok. 5–7 kg),  przezroczyste lub przeświecające bryły z licznymi pęcherzykami gazów
- Barwa: jasnożółta, jasnozielona, żółtozielona
- zawiera około 98% krzemionki (SiO2)
- Gęstość: 2,21
- Twardość: ok. 6
- Połysk: szklisty
- Przełam: muszlowy

Bywa niekiedy nazywane „piorunowymi” lub „diabelskimi guzami”.

## Pochodzenie geologiczne
Pochodzenie szkła pustynnego jest dla środowiska naukowego kwestią sporną. Długo podejrzewano pochodzenie czysto meteoryczne, jednak z czasem odkryto jego pochodzenie od metali meteorycznych, połączonych z kwarcem, który zeszklił się podczas uderzenia meteorytu w powierzchnię Ziemi. Temat wciąż ewoluuje, a część geologów nie łączy powstania szkła pustynnego ze stopieniem kwarcu podczas uderzenia, a dzięki promieniowaniu meteorytu, który wybuchł w atmosferze ziemskiej. W takim wypadku piasek mógł roztopić się i zeszklić podobnie, jak w efekcie wyeksponowania na promieniowanie podczas wybuchu bomby atomowej, kiedy powstaje – co stwierdzono podczas prób z taką bombą – tzw. „szkło atomowe”, czyli trinitit.